# علجوم ناري البطن
علجوم ناري البطن (الاسم العلمي: Bombina)، جنس علاجيم من فصيلة ناريات البطن تتكون من ستة علاجيم صغيرة (معظم الأنواع عادًة لا يتعدى طولها 1.6 أو 4.1 سم).